# HD 62578
HD 62578，又名CD-35 3809，SAO 198343、HR 2994，是一颗恒星，视星等为5.6，位于銀經250.51，銀緯-6.15，其B1900.0坐标为赤經7h 39m 32.3s，赤緯-35° -6.15′ 44″。